# Mariene ecoregio Leeuwin
De Mariene ecoregio Leeuwin (209) (Engels: Leeuwin marine ecoregion) is een biogeografische regio en ligt in het zuidoosten van de Indische Oceaan in de Mariene provincie Zuidwestelijk Australische Plat (57) in het Marien rijk Gematigd Australazië. De mariene ecoregio is vastgesteld door het World Wide Fund for Nature en The Nature Conservancy en is vernoemd naar de Kaap Leeuwin.
In het oosten grenst het gebied aan de mariene ecoregio Grote Australische Bocht (208) en in het noordwesten aan de mariene ecoregio Houtman (211).

## Geografie
De mariene ecoregio ligt in het zuidoosten van de Indische Oceaan voor de zuidwestkust van Australië. Het gebied strekt zich uit van de stad Perth tot voorbij Cape Arid en omvat onder andere de wateren rond de eilanden van de Recherche-archipel.
Door het gebied stroomt de Leeuwinstroom.

## Biogeografie
Het gebied kent zeeleven dat houdt van gematigde temperaturen.